# Helcogrammoides antarcticus
Helcogrammoides antarcticus är en fiskart som först beskrevs av Tomo 1982.  Helcogrammoides antarcticus ingår i släktet Helcogrammoides och familjen Tripterygiidae. Inga underarter finns listade i Catalogue of Life.